# Castello di Siculiana
Il castello chiaramontano di Siculiana è un castello costruito attorno al 1310 da Federico II di Chiaramonte, figlio di Federico Chiaramonte e Marchisa Prefolio.

## Storia
Posto all'estremità nord-ovest di un costone roccioso, a 85 metri sul livello del mare tra il capoluogo e Sciacca, il castello è stato il fulcro di sviluppo urbano della parte più antica dell'abitato di Siculiana.
Era una rocca imprendibile, la sua inespugnabilità era particolarmente dovuta alle sue mura che cadevano a picco sull'orlo della roccia.
Durante la dominazione araba nel territorio circostante esisteva un fortilizio; i Musulmani lo avevano chiamato "Rahl" o "Kalat Sugul" e figura tra gli undici castelli che resistettero a Ruggero il Normanno.

## Descrizione

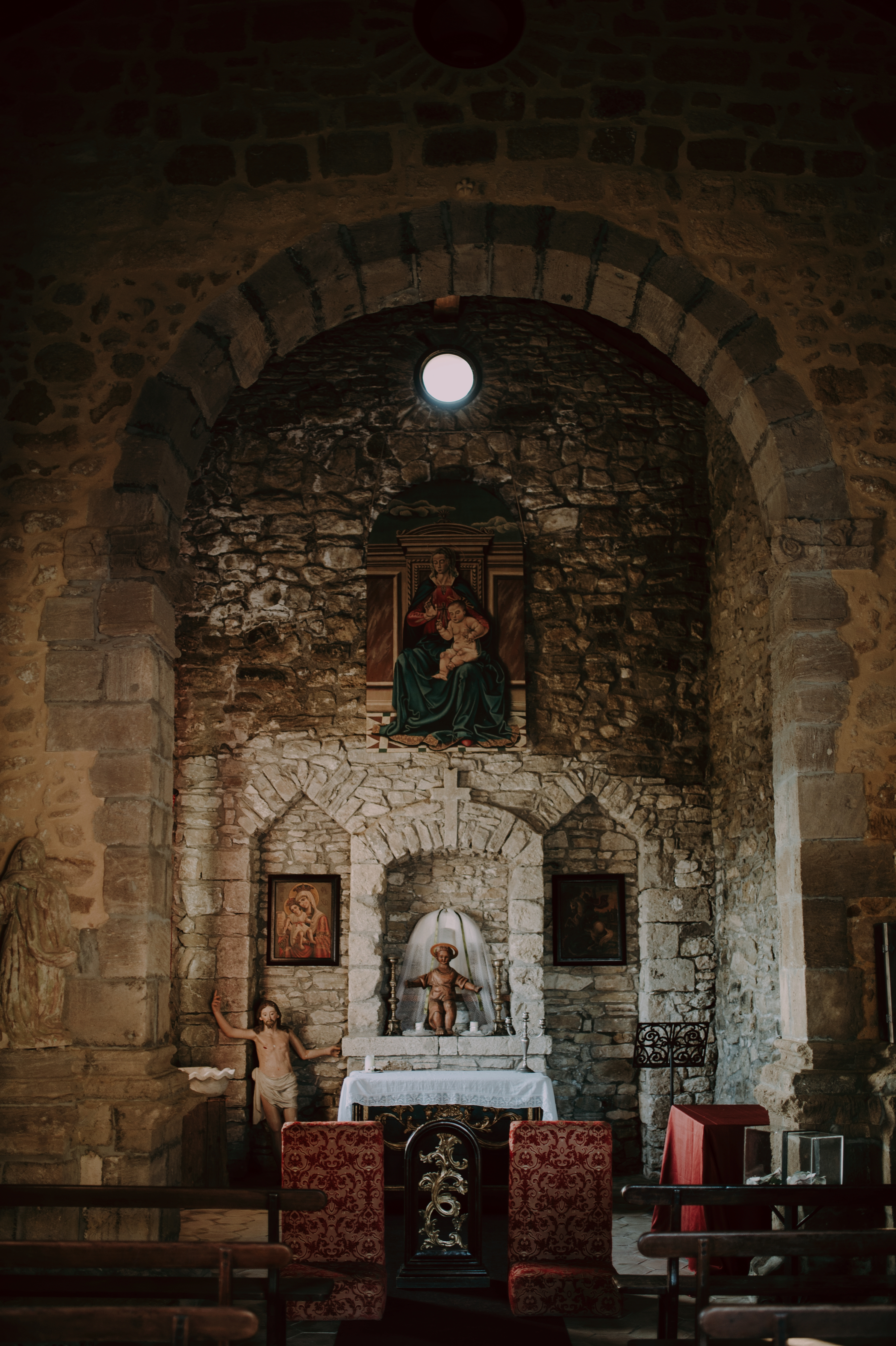
Interno della Chiesa di San Lorenzo

Nel complesso architettonico originario si trovano gli ambienti di servizio, ed una chiesa dedicata a San Lorenzo.
La parte restante presenta un impianto planimetrico composto da due corpi longitudinali convergenti: l'ala meridionale consta di un corpo longitudinale ad una elevazione, l'ala settentrionale presenta un'articolazione più complessa e doppia elevazione.
Tutta la costruzione è costruita con pietrame di gesso legato con abbondante malta.

## Notizie storiche
- 1311 Alla morte di Federico Chiaramonte gli succede l'unica figlia, Costanza[1]
- 1350 testamento di Costanza che lascia erede il primo figlio di letto Antonio del Carretto[2]
- 1398 (ante) si investe di Siculiana Gerardo del Carretto, figlio di Antonio
- 1401 re Martino I conferma il possesso della baronia e del castello a Matteo del Carretto che lo aveva acquistato dal fratello Gerardo
- 1408 la terra di Siculiana passa per metà a Giovanni del Carretto figlio di Matteo e per metà ad Andrea Caro
- 1427 la terra e il castello vengono acquistate dal nobile Catalano Gilberto
- 1430 viene concessa da re Alfonso V il mero e misto impero a Gilberto Isfar sopra Siculiana[3]
- 1457 si investe della baronia e del castello il figlio di Gilberto, Giovanni Gaspare Isfar[4]
- 1491 Vincenzo Isfar, figlio di Giovanni Gaspare, vende la baronia di Siculia a Guglielmo Valguarnera
- 1526 Giovanni Isfar riacquista la baronia di Siculia ed il castello
- 1542 per donazione da parte del padre Giovanni, Francesco Isfar si investe della baronia, terra e castello ibidem
- 1561 Si investe il fratello di Giovanni, Blasco
- 1616 Giovanna Isfar, figlia di Blasco, si investe dei possedimenti di Siculiana che porta in dote a Vincenzo del Bosco, duca di Misilmeri
- 1721 Francesco Bonanno del Bosco, principe di Roccafiorita, acquista la baronia dopo la morte dello zio materno Giuseppe del Bosco, nipote di Giovanna Isfar.
- 1781 la baronia passa a Francesco Antonio Bonanno Borromei
- 1899 Antonio Bonanno Perez
- XX la proprietà del castello sino agli anni settanta appartenne alla famiglia Agnello che successivamente la cede per compravendita